# Acacia adinophylla
Acacia adinophylla é uma espécie de leguminosa do gênero Acacia, pertencente à família Fabaceae.